# 오라치오 디 잠파올로 발리오니

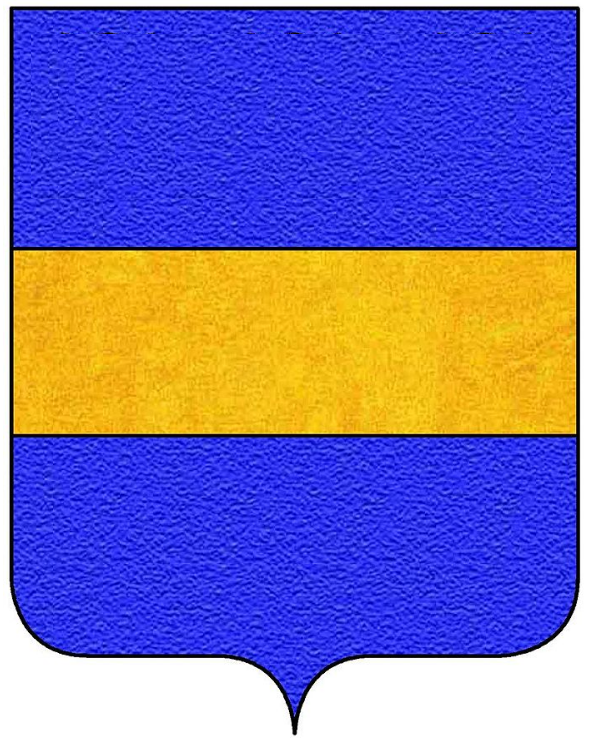
발리오니가의 문장

오라치오 디 잠파올로 발리오니 (Orazio di Giampaolo Baglioni, 1493년 ~ 1528년 5월 22일)는 이탈리아 출신의 영주 및 콘도티에로이다. 그는 1526년에 조반니 데 메디치가 사망한 후, 그의 검은 부대의 통수권을 맡았다. 교황 인노첸시오 7세는 그를 페루자의 반란 책임자로 삼아 로마의 산탄젤로성에 투옥시켰다. 하지만 로마 약탈 이전에 1527년 로마 공성전 동안에 클레멘스는 오라치오를 도시 방어 임무를 맡겼다. 그는 나폴리 공성전 기간에 매복을 당해 전사하였다..